# Quarantine Island
Quarantine Island/Kamau Taurua ist die größte Insel im Otago Harbour nahe der Stadt Dunedin, Neuseeland.
Die Insel hat eine Fläche von 15 Hektar und ist größtenteils eine öffentlich zugängliche Erholungsfläche. Die Hauptgebäude sind in die Liste des New Zealand Historic Places Trust aufgenommen. 
Die kleinere Insel Goat Island/Rangiriri liegt nahe an Quarantine Island. Beide Inseln liegen gegenüber dem Hafen zwischen der Stadt Port Chalmers und dem Portobello Marine Laboratory auf der Portobello Halbinsel.

## Geschichte
Zwischen 1863 und 1924 diente die Insel als Quarantäne-Station für in Otago ankommende Schiffe. Hatten die Mannschaften Infektionskrankheiten, wurden sie zur Insel geschickt, bis es ihnen besser ging oder sie starben. Auf der Insel gibt es einen kleinen Friedhof. Nachdem die Quarantänestation geschlossen worden war, wurde die Insel verpachtet. Seit 1958 nutzt die St Martin Island Community die Insel für Arbeit und Gottesdienst. In dieser Zeit wurde die Insel aufgeforstet.
Im Rahmen der Vereinbarung mit den Ngāi Tahu von 1996 erhielt die Insel als Teil des offiziellen Namens den ursprünglichen Māori-Namen Kamau Taurua, auf Deutsch Platz, um Netze zu stellen.
Lediglich ein einziges Quarantänegebäude ist erhalten und wird gegenwärtig (2010) restauriert.